# Nicolae Ungureanu
Nicolae Ungureanu (Craiova, 11 ottobre 1956) è un ex calciatore rumeno, di ruolo difensore.

## Carriera

### Club
Ha militato nella massima serie rumena con le maglie di Universitatea Craiova (per dieci stagioni, nelle quali ha vinto due campionati e tre coppe nazionali), Steaua Bucarest (per cinque anni, nei quali ha vinto due campionati, due coppe nazionali e perso una finale di Coppa dei Campioni) e Rapid Bucarest, dove ha giocato la sua ultima stagione professionistica fino al 1993.

### Nazionale
Ha giocato 57 partite con la Nazionale rumena, segnando una rete e partecipando agli Europei francesi del 1984.

## Palmarès

### Club
- Campionato rumeno: 4

Universitatea Craiova: 1979-1980, 1980-1981
Steaua Bucarest: 1987-1988, 1988-1989
- Coppa di Romania: 5

Universitatea Craiova: 1977-1978, 1980-1981, 1982-1983
Steaua Bucarest: 1988-1989, 1991-1992